# Ère Tenryaku
L'ère Tenryaku (天暦) est une des ères du Japon (年号, nengō, littéralement « le nom de l'année ») suivant l'ère Tengyō et précédant l'ère Tentoku s'étendant du 947 à 957. L'empereur régnant est Murakami-tennō (村上天皇).

## Changement de l'ère
L'ère Tenryaku a été proclamée lors de la neuvième année de Jōhei (947).

## Événements de l'ère Tenryaku
- Tenryaku gannen (天暦元年) ou Tenryaku 1 (947):

| Tenryaku  | 1re | 2e  | 3e  | 4e  | 5e  | 6e  | 7e  | 8e  | 9e  | 10e | 11e |
| Grégorien | 947 | 948 | 949 | 950 | 951 | 952 | 953 | 954 | 955 | 956 | 957 |